# Laquets de Peyregnets de Cambalès
Pour les articles homonymes, voir Cambalès (homonymie).
Les laquets de Peyregnets de Cambalès sont des lacs pyrénéens français situés administrativement dans la commune d'Estaing dans le département des Hautes-Pyrénées en région  Occitanie.
Les lacs ont une superficie de 0,4 ha pour une altitude de 2 453 m.

## Géographie
Les laquets de Peyregnets de Cambalès sont des lacs naturels situés dans l'enceinte du parc national des Pyrénées, dans la vallée du Marcadau au lieu-dit de Cambalès.

### Topographie
|                               |                                       |                       |
| Lac de Peyregnets de Cambalès | Laquets de Peyregnets de Cambalès     | Grand lac de Cambalès |
| Lac du col de Cambalès        | Lac supérieur de la crête de Cambalès |                       |

### Hydrographie
De l'ensemble de ces lacs, ainsi que des lacs d'Opale, coule le gave de Cambalès qui alimente le gave du Marcadau.

### Géologie
Le laquets de Peyregnets de Cambalès est un lac glaciaire de montagne, dont la formation se passe en trois étapes majeures :
1) À l'Éocène vers −40 Ma se forme la chaîne des Pyrénées à la suite de la remontée vers le nord de la plaque africaine qui entraîne avec elle la plaque ibérique. Cette dernière glisse alors sous la plaque eurasiatique située plus au nord, ce qui entraîne le plissement, le relèvement et le charriage des couches géologiques de la croûte terrestre.
2) À partir du Pliocène puis surtout du Pléistocène, de −5 Ma à −10 000 ans, un refroidissement général du climat entraîne la formation de glaciers et d'une érosion glaciaire (vallées, cirques, moraines, ombilics, etc) dans toute la chaîne des Pyrénées.
3) Depuis l'Holocène, à partir de −10 000 ans, un redoux climatique entraîne la disparition des glaciers et la formation dans leur sillage de nombreux lacs glaciaires qui sont de deux sortes :
- le lac de verrou qui se forme dans un ombilic glaciaire formant un creux naturel et terminé par un verrou glaciaire rocheux.
- le lac de moraine qui se forme derrière une moraine agissant comme un barrage naturel.

## Protection environnementale
Les lacs sont situés dans le parc national des Pyrénées.

## Voies d'accès
Les lacs de Cambalès sont situés sur le trajet de la HRP qui relie la vallée du Marcadau à celle d'Arrens.

Les lacs sont donc accessibles, soit par le pont d'Espagne en passant par le refuge Wallon, soit par la plaa d'Aste, en remontant le gave d'Arrens et en passant par le col de Cambalès (2 708 m).